# Amar y vivir
Amar y vivir é uma telenovela colombiana produzida pela Fox Telecolombia e exibida pelo Caracol Televisión desde 7 de janeiro de 2020, estrelada por Ana María Estupiñán e Carlos Torres. A telenovela é criada por Nubia Barreto, é baseada no telenovela homônimo de 1988 escrito por Germán Escallón.

## Enredo
Irene (Ana María Estupiñán) é a voz principal do grupo Los Milagosos no mercado, conhece o mecânico Joaquín (Carlos Torres) quando ele chega à cidade com apenas o que está vestindo. Eles cruzam seus destinos enquanto lutam por seus sonhos, e logo perceberão que não podem viver um sem o outro, mesmo que sua luta para ficar juntos seja intensa e dolorosa.

## Elenco
- Carlos Torres como Joaquín Herrera                                                                                                                                                    Ana María Estupiñán como Irene Romero
- Yuri Vargas como Rocío del Pilar Galindo
- Jim Muñoz como Diego Portilla
- Julio Sánchez Cóccaro como Salvador Romero
- Alina Lozano como Magola de Romero
- Valeria Galviz como Alba Lucía Herrera / 'Nina'
- Juan Millán como Bryan Felipe Portilla
- Juana del Río como Celeste Villamarín 'La Chacha'
- Mario Duarte como Delio Villamizar
- Alex Páez como Humberto
- Isabel Gaona
- Ivonne Gómez como Jenifer Solano
- Germán de Greiff como Maicol
- Pedro Mogollón
- Sandra Guzmán como Brighitte
- Lina Nieto como Yuri
- Jairo Ordóñez como Etilio Cuéllar
- Xilena Aycardi como Julia Linero
- Camila Jiménez como Coronel Molina
- Gustavo Monsalve
- Astrid Junguito como Josefa Herrera